# VM i cykelcross 2027
|  | Denne artikel beskriver en fremtidig begivenhed Denne artikel eller sektion handler om planlagt eller forventet fremtidig begivenhed. Der kan forekomme spekulativ information, og indholdet kan ændres dramatisk når begivenheden nærmer sig og mere information bliver tilgængelig. |

Verdensmesterskaberne i cykelcross 2027 er den 78. udgave af VM i cykelcross. Mesterskabet vil finde sted i slutningen af januar eller starten af februar 2027 i den belgiske by Oostende i provinsen Vestflandern.

## Resultater
| Event          | Guld | Guld | Sølv | Sølv | Bronze | Bronze |
| -------------- | ---- | ---- | ---- | ---- | ------ | ------ |
| Herrer         |      |      |      |      |        |        |
| Herrer elite   |      |      |      |      |        |        |
| Herrer U23     |      |      |      |      |        |        |
| Herrer junior  |      |      |      |      |        |        |
| Damer          |      |      |      |      |        |        |
| Damer elite    |      |      |      |      |        |        |
| Damer U23      |      |      |      |      |        |        |
| Damer junior   |      |      |      |      |        |        |
| Blandet        |      |      |      |      |        |        |
| Blandet stafet |      |      |      |      |        |        |